# Champions Trophy
 (octobre 2020).
Si vous disposez d'ouvrages ou d'articles de référence ou si vous connaissez des sites web de qualité traitant du thème abordé ici, merci de compléter l'article en donnant les références utiles à sa vérifiabilité et en les liant à la section « Notes et références ».
Le Champions Trophy est un tournoi de hockey sur gazon, créé en 1978, au Pakistan, dans le but de faire s'affronter annuellement les meilleures équipes du monde.
Huit équipes s'affrontent pour remporter la coupe. Elles se répartissent en deux poules. Ensuite les équipes s'affrontent dans un tournoi. Le vainqueur d'un poule rencontre le dernier de l'autre poule, et les seconds affrontent les troisièmes. Jusqu'en 2010, six équipes s’affrontaient lors d'un « mini championnat ».
Le champion en titre et le champion du monde sont automatiquement qualifiés, ainsi que le vainqueur du Champions Challenge de l'année précédente. Les autres équipes sont sélectionnées en fonction de leurs résultats au dernier Championnat du monde et aux derniers Jeux olympiques.

## Palmarès masculin
Six équipes se sont affrontées chaque année, excepté en 1978 (cinq équipes), 1980 (sept équipes) et 1987, 2011, 2012 et 2014 (huit équipes).
Seules cinq équipes ont réussi à gagner le trophée : l'Australie (quinze fois), l'Allemagne (dix fois), les Pays-Bas (huit fois), le Pakistan (trois) et l'Espagne (une fois).
| Année | Or                   | Argent               | Bronze               | 4e               | 5e                   | 6e               | 7e               | 8e               |
| ----- | -------------------- | -------------------- | -------------------- | ---------------- | -------------------- | ---------------- | ---------------- | ---------------- |
| 1978  | Pakistan             | Australie            | Angleterre           | Nouvelle-Zélande | Espagne              |                  |                  |                  |
| 1980  | Pakistan             | Allemagne de l'Ouest | Australie            | Pays-Bas         | Inde                 | Espagne          | Angleterre       |                  |
| 1981  | Pays-Bas             | Australie            | Allemagne de l'Ouest | Pakistan         | Espagne              | Angleterre       |                  |                  |
| 1982  | Pays-Bas             | Australie            | Inde                 | Pakistan         | Allemagne de l'Ouest | Union soviétique |                  |                  |
| 1983  | Australie            | Pakistan             | Allemagne de l'Ouest | Inde             | Pays-Bas             | Nouvelle-Zélande |                  |                  |
| 1984  | Australie            | Pakistan             | Angleterre           | Pays-Bas         | Nouvelle-Zélande     | Espagne          |                  |                  |
| 1985  | Australie            | Angleterre           | Allemagne de l'Ouest | Pakistan         | Pays-Bas             | Inde             |                  |                  |
| 1986  | Allemagne de l'Ouest | Australie            | Angleterre           | Pakistan         | Inde                 | Pays-Bas         |                  |                  |
| 1987  | Allemagne de l'Ouest | Pays-Bas             | Australie            | Angleterre       | Argentine            | Espagne          | Pakistan         | Union soviétique |
| 1988  | Allemagne de l'Ouest | Pakistan             | Australie            | Union soviétique | Espagne              | Angleterre       |                  |                  |
| 1989  | Australie            | Pays-Bas             | Allemagne de l'Ouest | Pakistan         | Angleterre           | Inde             |                  |                  |
| 1990  | Australie            | Pays-Bas             | Allemagne de l'Ouest | Pakistan         | Union soviétique     | Angleterre       |                  |                  |
| 1991  | Allemagne            | Pakistan             | Pays-Bas             | Australie        | Angleterre           | Union soviétique |                  |                  |
| 1992  | Allemagne            | Australie            | Pakistan             | Pays-Bas         | Angleterre           | France           |                  |                  |
| 1993  | Australie            | Allemagne            | Pays-Bas             | Pakistan         | Espagne              | Malaisie         |                  |                  |
| 1994  | Pakistan             | Allemagne            | Pays-Bas             | Australie        | Espagne              | Angleterre       |                  |                  |
| 1995  | Allemagne            | Australie            | Pakistan             | Pays-Bas         | Inde                 | Angleterre       |                  |                  |
| 1996  | Pays-Bas             | Pakistan             | Allemagne            | Inde             | Espagne              | Australie        |                  |                  |
| 1997  | Allemagne            | Australie            | Espagne              | Pays-Bas         | Pakistan             | Corée du Sud     |                  |                  |
| 1998  | Pays-Bas             | Pakistan             | Australie            | Corée du Sud     | Espagne              | Allemagne        |                  |                  |
| 1999  | Australie            | Corée du Sud         | Pays-Bas             | Espagne          | Angleterre           | Pakistan         |                  |                  |
| 2000  | Pays-Bas             | Allemagne            | Corée du Sud         | Espagne          | Australie            | Allemagne        |                  |                  |
| 2001  | Allemagne            | Australie            | Pays-Bas             | Pakistan         | Angleterre           | Corée du Sud     |                  |                  |
| 2002  | Pays-Bas             | Allemagne            | Pakistan             | Inde             | Australie            | Corée du Sud     |                  |                  |
| 2003  | Pays-Bas             | Australie            | Pakistan             | Inde             | Argentine            | Allemagne        |                  |                  |
| 2004  | Espagne              | Pays-Bas             | Pakistan             | Inde             | Allemagne            | Nouvelle-Zélande |                  |                  |
| 2005  | Australie            | Pays-Bas             | Espagne              | Allemagne        | Inde                 | Pakistan         |                  |                  |
| 2006  | Pays-Bas             | Allemagne            | Espagne              | Australie        | Pakistan             | Argentine        |                  |                  |
| 2007  | Allemagne            | Australie            | Pays-Bas             | Corée du Sud     | Espagne              | Angleterre       |                  |                  |
| 2008  | Australie            | Espagne              | Argentine            | Pays-Bas         | Allemagne            | Corée du Sud     |                  |                  |
| 2009  | Australie            | Allemagne            | Corée du Sud         | Pays-Bas         | Espagne              | Angleterre       |                  |                  |
| 2010  | Australie            | Angleterre           | Pays-Bas             | Allemagne        | Espagne              | Nouvelle-Zélande |                  |                  |
| 2011  | Australie            | Espagne              | Pays-Bas             | Nouvelle-Zélande | Allemagne            | Angleterre       | Pakistan         | Corée du Sud     |
| 2012  | Australie            | Pays-Bas             | Pakistan             | Inde             | Belgique             | Allemagne        | Nouvelle-Zélande | Angleterre       |
| 2014  | Allemagne            | Pakistan             | Australie            | Inde             | Pays-Bas             | Argentine        | Angleterre       | Belgique         |
| 2016  | Australie            | Inde                 | Allemagne            | Grande-Bretagne  | Belgique             | Corée du Sud     |                  |                  |
| 2018  | Australie            | Inde                 | Pays-Bas             | Argentine        | Belgique             | Pakistan         |                  |                  |

## Palmarès féminin
Les vainqueurs : la Corée du Sud (une fois), la Chine (une fois), l'Allemagne (une fois), l'Australie (six fois), les Pays-Bas (sept fois) et l'Argentine (sept fois).
| Année | Or           | Argent          | Bronze               | 4e               | 5e               | 6e               | 7e           | 8e        |
| ----- | ------------ | --------------- | -------------------- | ---------------- | ---------------- | ---------------- | ------------ | --------- |
| 1987  | Pays-Bas     | Australie       | Corée du Sud         | Canada           | Grande-Bretagne  | Nouvelle-Zélande |              |           |
| 1989  | Corée du Sud | Australie       | Allemagne de l'Ouest | Grande-Bretagne  | Pays-Bas         | Canada           |              |           |
| 1991  | Australie    | Allemagne       | Pays-Bas             | Espagne          | Chine            | Corée du Sud     |              |           |
| 1993  | Australie    | Pays-Bas        | Corée du Sud         | Allemagne        | Grande-Bretagne  | Espagne          |              |           |
| 1995  | Australie    | Corée du Sud    | États-Unis           | Allemagne        | Espagne          | Argentine        |              |           |
| 1997  | Australie    | Allemagne       | Pays-Bas             | Corée du Sud     | Grande-Bretagne  | États-Unis       |              |           |
| 1999  | Australie    | Pays-Bas        | Allemagne            | Argentine        | Nouvelle-Zélande | Corée du Sud     |              |           |
| 2000  | Pays-Bas     | Allemagne       | Australie            | Argentine        | Afrique du Sud   | Nouvelle-Zélande |              |           |
| 2001  | Argentine    | Pays-Bas        | Australie            | Chine            | Nouvelle-Zélande | Espagne          |              |           |
| 2002  | Chine        | Argentine       | Pays-Bas             | Australie        | Nouvelle-Zélande | Angleterre       |              |           |
| 2003  | Australie    | Chine           | Pays-Bas             | Argentine        | Angleterre       | Corée du Sud     |              |           |
| 2004  | Pays-Bas     | Allemagne       | Argentine            | Australie        | Chine            | Nouvelle-Zélande |              |           |
| 2005  | Pays-Bas     | Australie       | Chine                | Argentine        | Allemagne        | Corée du Sud     |              |           |
| 2006  | Allemagne    | Chine           | Pays-Bas             | Argentine        | Australie        | Nouvelle-Zélande |              |           |
| 2007  | Pays-Bas     | Argentine       | Allemagne            | Australie        | Japon            | Espagne          |              |           |
| 2008  | Argentine    | Allemagne       | Pays-Bas             | Chine            | Australie        | Japon            |              |           |
| 2009  | Argentine    | Australie       | Pays-Bas             | Allemagne        | Chine            | Angleterre       |              |           |
| 2010  | Argentine    | Pays-Bas        | Angleterre           | Allemagne        | Nouvelle-Zélande | Chine            |              |           |
| 2011  | Pays-Bas     | Argentine       | Nouvelle-Zélande     | Corée du Sud     | Angleterre       | Australie        | Chine        | Allemagne |
| 2012  | Argentine    | Grande-Bretagne | Pays-Bas             | Allemagne        | Japon            | Nouvelle-Zélande | Corée du Sud | Chine     |
| 2014  | Argentine    | Australie       | Pays-Bas             | Nouvelle-Zélande | Angleterre       | Chine            | Allemagne    | Japon     |
| 2016  | Argentine    | Pays-Bas        | États-Unis           | Australie        | Grande-Bretagne  | Nouvelle-Zélande |              |           |
| 2018  | Pays-Bas     | Australie       | Argentine            | Chine            | Grande-Bretagne  | Japon            |              |           |